# Elina Vähälä

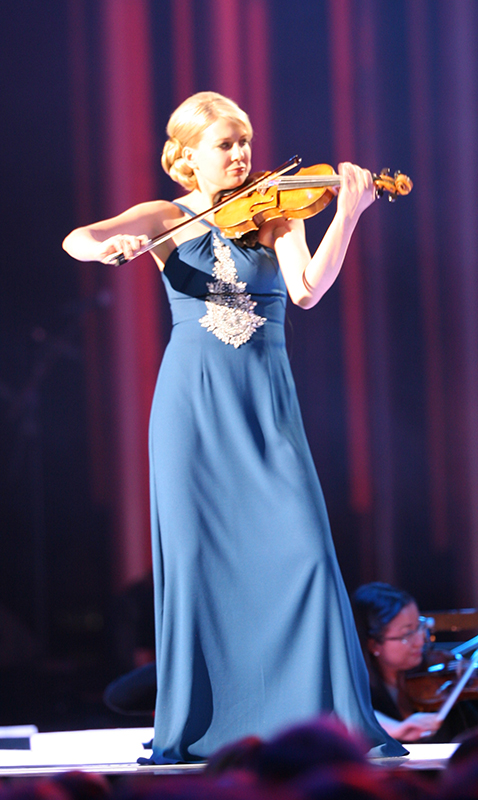
Elina Vähälä.

Laura Elina Vähälä, född 15 oktober 1975 i Iowa City, är en finländsk violinist. 
Vähälä debuterade som 12-åring, och utsågs 1993–1994 till "Årets unga solist" av Sinfonia Lahti. År 1999 vann hon tävlingen Young Concert Artists International Auditions i New York, och 2000 ett pris i Joseph Joachim-tävlingen i Hannover. Hon har gjort framträdanden som solist vid konserter och festivaler inte bara i Finland och Europa, utan även i USA, Japan, Kina och Sydafrika. Hon har ett nära samarbete med English Chamber Orchestra och Virtuosi di Kuhmo. Som kammarmusiker har hon ofta uppträtt tillsammans med maken Ralf Gothoni. Bland verk där Vähälä varit solist vid uruppförandet kan nämnas Aulis Sallinens Kammarkonsert och Curtis Curtis-Smiths Duo Concertante.